# 라로슈베르나르

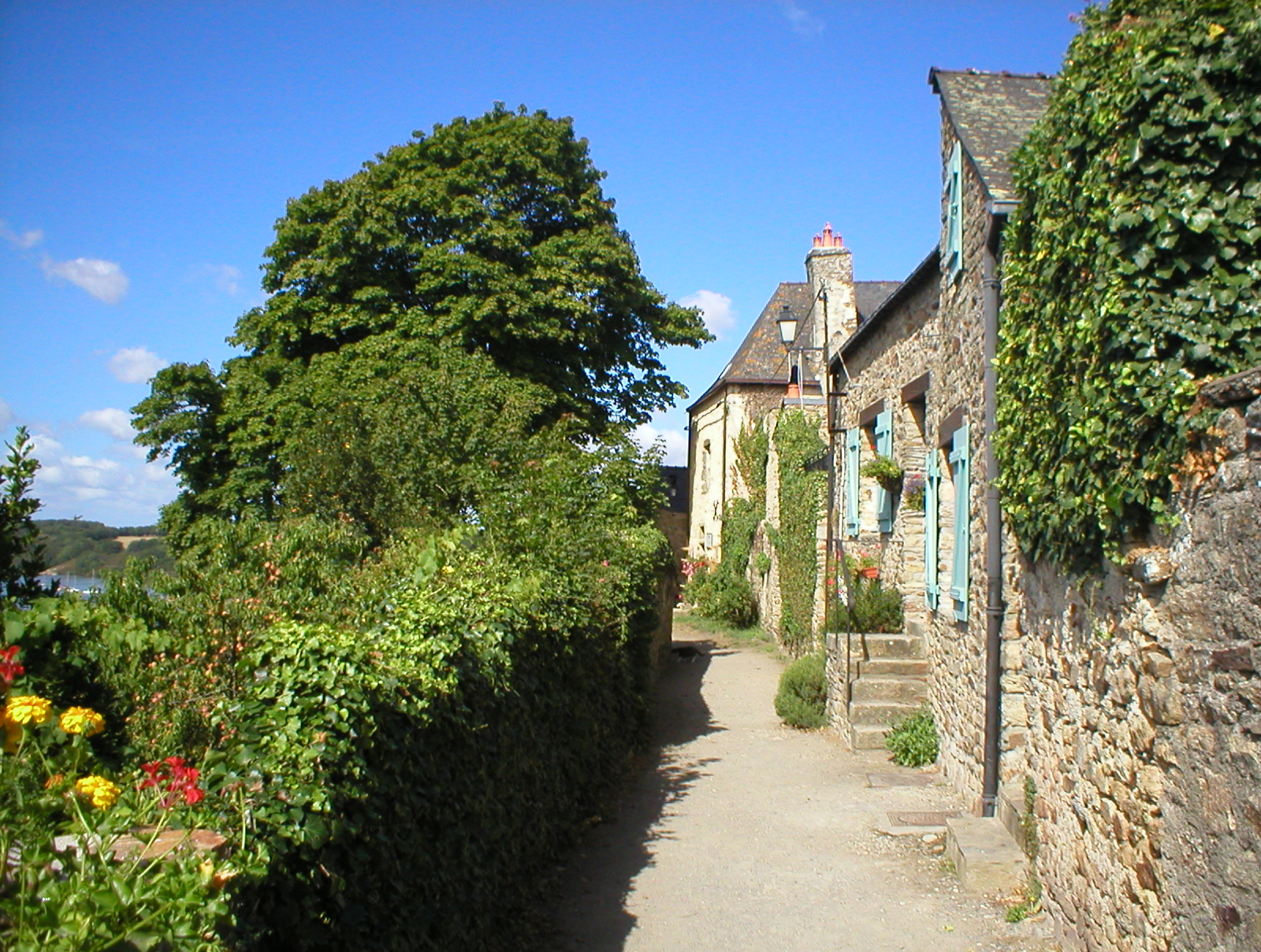
라로슈베르나르의 거리

라로슈베르나르(프랑스어: La Roche-Bernard, 브르타뉴어: Ar Roc'h-Bernez)는 프랑스 브르타뉴 모르비앙주에 위치한 도시로 면적은 0.43km2, 인구는 796명(1999년 기준), 인구 밀도는 1,900명/km2이다.

시 문장